# Antônio Silva
Antônio Silva (født 24. august 1952) er en tidligere brasiliansk fodboldspiller og træner.
Han har tidligere trænet Yokohama Flügels.